# Astragalus anemophilus
Astragalus anemophilus är en ärtväxtart som beskrevs av Edward Lee Greene. Astragalus anemophilus ingår i släktet vedlar, och familjen ärtväxter. Inga underarter finns listade i Catalogue of Life.